# Nguyệt thực (phim truyền hình)
Nguyệt thực là một bộ phim truyền hình được thực hiện bởi Công ty cổ phần truyền thông THL do Nguyễn Trọng Hải làm đạo diễn. Phim phát sóng vào lúc 21h10 thứ 2, 3 hàng tuần, bắt đầu từ ngày 13 tháng 6 năm 2016 và kết thúc vào ngày 14 tháng 11 năm 2016 trên kênh VTV3.

## Nội dung
Nguyệt thực xoay quanh câu chuyện về nghề báo, về những vấn đề trong giới showbiz mà ở đó có sự cạnh tranh quyết liệt với nhiều âm mưu, mánh khóe, thủ đoạn.

## Diễn viên
- Minh Luân trong vai Hoàng
- Thiên Bảo trong vai Sơn
- Ninh Dương Lan Ngọc trong vai Mỹ Khanh[6]
- Tường Vi trong vai Thủy
- Kha Ly trong vai Mai Hoa
- Đức Thịnh trong vai Phạm Kiên
- Đào Bá Sơn trong vai Ông Thái
- Đào Anh Tuấn trong vai Ông Phi
- Quốc Hùng trong vai Ông Dũng
- Mai Huỳnh trong vai Ông Hạnh
- Hải Lý trong vai Bà Dung
- Don Nguyễn trong vai Thắng Rose

Cùng một số diễn viên khác....

## Nhạc phim
- Ánh sáng ngày mới

Sáng tác: Trung Quân
Thể hiện: Dương Hoàng Yến - Ngọc Minh Idol
- Vậy là đủ

Sáng tác: Phúc Trường
Thể hiện: Hồ Thu Phương

## Giải thưởng
| Năm  | Giải thưởng                                | Hạng mục                | (Người) đề cử       | Kết quả        | Tham khảo |
| ---- | ------------------------------------------ | ----------------------- | ------------------- | -------------- | --------- |
| 2016 | Liên hoan truyền hình toàn quốc lần thứ 36 | Biên kịch xuất sắc      | Chu Thu Hằng        | Đoạt giải      | [ 7 ]     |
| 2016 | Liên hoan truyền hình toàn quốc lần thứ 36 | Phim truyền hình        | —                   | Huy chương bạc | [ 8 ]     |
| 2016 | Giải Cánh diều                             | Phim truyện truyền hình | —                   | Bằng khen      | [ 9 ]     |
| 2016 | Ấn tượng VTV                               | Nữ diễn viên ấn tượng   | Ninh Dương Lan Ngọc | Đề cử          | [ 10 ]    |